# Robert R. Marett
Robert Ranulph Marett, född den 13 juni 1866 i Jersey, England, död den 18 februari 1943 i Oxford, var en engelsk religionshistoriker och folklorist.

## Biografi
Marett var ende son till Sir Robert Pipon Marett, poet och länsman i Jersey, och Julia Anne Marett. Han efterträdde E. B. Tylor som föreläsare i antropologi vid Oxford 1910, med undervisning i antropologi vid Pitt Rivers Museum. Han arbetade på den palaeolitiska utgrävningen vid La Cotte de St Brelade 1910-1914, för att tillvarata hominidtänder och andra rester av bosättningar för Neanderthalmänniskan. 
År 1914 etablerade han en avdelning av socialantropologi, och 1916 publicerade han The Site, Fauna, och Industry of La Cotte de St Helier, Jersey (Archaeologia LXVII, 1916). Han blev rektor vid Exeter College, Oxford där han hade elever som Marius Barbeau, Dorothy Garrod, Earnest Albert Hooten, Henry Field och Rosalind Moss.

## Filosofi
Där E. B. Tylor ansåg animism vara den tidigaste formen av mänsklig religion, var Marett övertygad om att den primitiva människan inte hade utvecklat den intellektuella förmågan att bilda de konceptuella strukturer Tylor föreslagit, och detta ledde Marett till att kritisera Tylors teorier om animism, och ansåg att tidiga religioner var av mer emotionella och intuitiva ursprung. Marett hävdade därför att animism föregicks av en tidigare form av tro, en magisk "pre-animism" kännetecknad av en opersonlig kraft som Marett identifieras med det melanesiska begreppet mana. Maretts idéer om mana utvecklade han i The Treshold of Religion (1909), Anthropologi (1912), samt Psychology och Folklore (1920).